# Milladoiro
Milladoiro ist eine galicische Folk-Band, die gegen Ende der 1970er Jahre aus dem Zusammenschluss der Gruppen Faíscas do Xiabre und den Musikern Antón Seoane und Rodrigo Romaní entstand. Sie verortet sich im Bereich der traditionellen keltischen Musik Galiciens und versucht den Klang solcher Instrumente wie der galicischen Sackpfeife Gaita, Klarinette, Okarina oder Bouzouki in der Volksmusikpraxis lebendig zu halten.
Milladoiro werden als wichtige Botschafter der galicischen Kultur betrachtet. Neben zahlreichen eigenen Produktionen spielten sie auch den Soundtrack für den Film Die Hälfte des Himmels (La mitad del cielo) von Manuel Gutiérrez Aragón ein und erhielten dafür den spanischen Filmpreis Goya für den besten Soundtrack. Darüber hinaus erhielten sie Ehrungen und Auszeichnungen verschiedener Organisationen darunter der Premio Castelao der galicischen Landesregierung (Junta de Galicia) im Jahr 2004.

## Diskografie
- 1979 – A Galicia de Maeloc;
- 1980 – O Berro Seco;
- 1982 – Milladoiro 3;
- 1984 – Solfafría;
- 1986 – Galicia no país das Maravillas;
- 1987 – Divinas Palabras;
- 1989 – Castellum Honesti;
- 1991 – Galicia no Tempo;
- 1993 – A Vía Lactea;
- 1993 – A Xeometria da Alma;
- 1994 – Iacobus Magnus;
- 1995 – Gallaecia Fulgit;
- 1995 – As Fadas de Estrano Nome (Livealbum);
- 1999 – No confín dos verdes castros;
- 1999 – Auga de Maio;
- 2002 – O niño do Sol;
- 2002 – Adobrica suite;
- 2005 – 25;
- 2006 – Unha estrela por guía;
- 2008 – A Quinta das Lágrimas;
- 2016 – Milladoiro en Ortigueira (Livealbum);
- 2018 – Atlántico